# (601) Nerthus
(601) Nerthus ist ein Asteroid des Hauptgürtels, der am 21. Juni 1906 vom deutschen Astronomen Max Wolf in Heidelberg entdeckt wurde. 
Der Asteroid trägt den Namen der nordischen Göttin Nerthus.